# Maxe Baumann
Maxe Baumann ist eine TV-Lustspiel-Reihe des Fernsehens der DDR aus den Jahren 1976 bis 1987, in deren Mittelpunkt der Rentner Maxe Baumann steht.

## Inhalt
Im Mittelpunkt der sieben Lustspiele und eines Specials steht der rüstige Rentner Maxe Baumann (verkörpert vom Urberliner Gerd E. Schäfer). In seiner zupackenden, zum Teil oft auch überforschen Art prescht er oftmals über das Ziel hinaus oder überfordert seine Umgebung. Ihm zur Seite steht seine treue Frau Hertha (Traute Sense, im Special Helga Göring). Immer mit dabei ist der etwas steife Sohn Horst (Heinz Behrens), welcher unter der Fuchtel seiner forschen und selbstbewussten Frau Waltraut (Margot Ebert) steht. Auch Maxes Freundin und frühere Kollegin Erna Mischke (Helga Hahnemann) und deren Mann Ferdinand Holz (Rolf Herricht) sind meist mit von der Partie. Die Nebenrollen von Hahnemann und Herricht fielen nach dem frühen Tod von Rolf Herricht ab 1981 weg, sie wurden durch andere Nebenfiguren, insbesondere Marlene Kleinschmidt (Ingeborg Krabbe, ab Teil drei) und Hugo Krüger (Herbert Köfer, Teil vier bis sechs), ersetzt.
Nachdem Maxe Baumann in Rente geschickt worden ist, hat er nicht mehr genug zu tun und muss sich nun Beschäftigungen suchen, da das Nichtstun für diesen zupackenden Menschen eine Strafe darstellt. Ob er sich der Probleme des jungen Mario Krüger (Peter Fabers) annimmt oder seinem Enkel Jens Baumann (Michael Pan) nebst Freundin Monika (Birgit Edenharter) aus der Patsche hilft, ist dabei gleich. Am Ende ist Maxe immer der Mann des Tages, der durch seinen liebenswerten Aktionismus allerlei Verwirrung stiftet und diese schließlich wieder auflöst. Da es in der DDR einen Mangel an Arbeitskräften gab, wurde es gern gesehen, wenn Rentner weiter arbeiteten. Maxe Baumann nimmt ab dem dritten Teil auch wieder seine Arbeit im alten Betrieb auf. Die Arbeit setzt er bis in die letzte Folge fort, in der er seinen 70. Geburtstag begeht.

## Hintergrund
Die Lustspiele wurden nach mehreren Wochen Probe in Berlin im Kulturhaus des Ostseebades Zinnowitz vor Publikum aufgezeichnet und zu Silvester im Fernsehen der DDR gezeigt. Diese Tradition wurde ab 1983 von den Lustspielreihen „Drei reizende Schwestern“ und „Ferienheim Bergkristall“ fortgesetzt. Nachdem im Rahmen der Schneekatastrophe 1978/1979 Teile der DDR zu Silvester keinen Strom hatte, wurde von vielen Zuschauern eine Wiederholung der Folge Max auf Reisen gewünscht. Diese Wiederholung erfolgte schließlich im Februar 1979 und erreichte mit etwa 72 % Einschaltquote einen der höchsten Werte der Geschichte des DDR-Fernsehens.
Gerd E. Schäfer (* 1923) und Traute Sense (* 1920) waren nur wenig älter als die Darsteller ihrer Filmkinder, Margot Ebert (* 1926) und Heinz Behrens (* 1932).

## Episodenübersicht
| Folge | Titel                                   | Erstausstrahlung  |
| ----- | --------------------------------------- | ----------------- |
| 1.    | Ferien ohne Ende                        | 31. Dezember 1976 |
| 2.    | Keine Ferien für Max                    | 31. Dezember 1977 |
| 3.    | Max auf Reisen                          | 31. Dezember 1978 |
| 4.    | Überraschung für Max                    | 31. Dezember 1979 |
| 5.    | Max in Moritzhagen                      | 31. Dezember 1980 |
| 6.    | Maxe in Blau                            | 31. Dezember 1981 |
| 7.    | Max bleibt am Ball                      | 31. Dezember 1982 |
| 8.    | Maxe Baumann aus Berlin (Revue-Special) | 1. Mai 1987       |

Seit dem 12. Oktober 2009 sind alle Folgen der Reihe auf DVD erschienen.

## Gastauftritte
Gastauftritte gab es unter anderem von Marianne Kiefer, Gerry Wolff, Ursula Staack, Paul Arenkens, Siegfried Seibt, Gojko Mitić, Hella Stövesand und Maxi Biewer. Regie führte in den regulären Folgen Peter Hill, im Special Günter Stahnke. Geschrieben wurden sie von Goetz Jaeger. Gerd E. Schäfer trat auch mehrfach als Maxe Baumann in Ein Kessel Buntes auf. In dem revueartigem Special Maxe Baumann aus Berlin spielte er eine Doppelrolle als Max und dessen Bruder Fritz.

## Neue Aufführungen
In der Comödie Dresden wurde zwischen Dezember 2006 und Januar 2008 die Komödie Maxe Baumann wird Hoteldirektor aufgeführt. Darin wurden die DDR-Silvester-Lustspielreihen „Maxe Baumann“ und „Ferienheim Bergkristall“ (1983 bis 1989) locker miteinander verbunden. Nach dem Tod seines Freundes Oberpichler erbt Maxe (Dietmar Burkhard) dessen Hotel im tiefsten Erzgebirge. Was er nicht weiß ist, dass es sich dabei um das ziemlich marode „Ferienheim Bergkristall“ handelt. Die drei Mitarbeiter sind liebenswürdig, aber nur bedingt fähig. Zu allem Überfluss hat Direktor Oberpichler vor seinem Tod die 4-Sterne-Kategorie für das Haus beantragt und der Tester will kurz vor Silvester inkognito anreisen. Maxe stürzt sich in die Aufgabe und improvisiert gemeinsam mit der Belegschaft und den zwei einzigen Gästen für den Prüfer ein 4-Sterne-Nobelhotel. Das Stück wurde von Hannes Hahnemann und Theresa Scholze geschrieben. Regie führte Jürgen Mai, die Musik stammte von Robert Jentzsch. Weitere Darsteller waren Gottlieb Wendehals, Heidi Weigelt, Beate Laaß, Christian Kühn und Philipp Richter.